# Olympische Sommerspiele 1964/Teilnehmer (Nepal)
| Gelbes Symbol für Goldmedaillen mit stilisierten Olympischen Ringen | Graues Symbol für Silbermedaillen mit stilisierten Olympischen Ringen | Braundes Symbol für Bronzemedaillen mit stilisierten Olympischen Ringen |
| ------------------------------------------------------------------- | --------------------------------------------------------------------- | ----------------------------------------------------------------------- |
| —                                                                   | —                                                                     | —                                                                       |

Nepal nahm an den Olympischen Sommerspielen 1964 in der japanischen Hauptstadt Tokio mit einer Delegation von sechs Sportlern teil.

## Teilnehmer nach Sportarten

### Boxen
- Thapa Namsing
Fliegengewicht: 9. Platz

- Gurung Bhimbahadur
Federgewicht: 17. Platz

- Gurung Ramparsad
Leichtgewicht: 17. Platz

- Om Prasad Pun
Halbweltergewicht: 9. Platz

### Leichtathletik
- Bahadur Bhupendra
Marathon: DNF

- Ganga Bahadur Thapa
Marathon: DNF